# Pseudocollinella utapellucida
Pseudocollinella utapellucida är en tvåvingeart som beskrevs av Marshall 1993. Pseudocollinella utapellucida ingår i släktet Pseudocollinella och familjen hoppflugor.
Artens utbredningsområde är Utah. Inga underarter finns listade i Catalogue of Life.